# 连升三级之科考奇遇记
《连升三级之科考奇遇记》，2018年中国大陆古装剧，故事背景为明朝。导演吴耀权，主演林江国、郑雅文、谭耀文、梁家仁。於2018年9月24日在愛奇藝首播

## 剧情
该剧讲述明朝天启期间木匠之子“张少古”连升三级的故事。

## 演出
| 演员   | 角色   | 备注 |
| 林江国 | 张少古 |      |
| 郑雅文 | 云姑   |      |
| 谭耀文 | 天启帝 |      |
| 梁家仁 | 魏好贤 |      |
| 刘长纯 | 武涟   |      |

## 电视原声带
| 曲序 | 曲目                 | 演唱   |
| ---- | -------------------- | ------ |
| 1.   | 连升三级（主题曲）   | 曾缔   |
| 2.   | 如果遇见你（片尾曲） | 刘端端 |

## 外部連結
- 连升三级之科考奇遇记的新浪微博
- YouTube上的《连升三级之科考奇遇记》片花